# Geochimica organica
La geochimica organica è una branca della geochimica che si occupa dello studio degli impatti e dei processi riguardanti gli organismi viventi o precedentemente morti, concentrandosi in particolare sulla caratterizzazione della materia organica presente sulla Terra.
La geochimica organica include lo studio dei sedimenti recenti per la comprensione del ciclo del carbonio, del cambiamento climatico e dei processi oceanici, mentre lo studio dei sedimenti antichi è utile per comprendere le origini e la natura delle fonti di petrolio. In particolare è la geochimica del petrolio a occuparsi dello studio delle fonti naturali di idrocarburi liquidi e gassosi.